# Dobova
Dobova é uma vila localizada no município de Brežice na Eslovênia. Possuía uma população estimada de 703 habitantes em 2020.